# Hordanes Land
Hordanes Land – pierwszy minialbum norweskiego zespołu black/viking metalowego Enslaved wydany w maju 1993 roku przez wyteórnię płytową Candlelight Records. W czerwcu tego samego roku ukazał się split Emperor/Hordanes Land, na którym znalazły się kompozycje z tego albumu wraz z utworami z minialbumu grupy Emperor. W 2004 roku album został ponownie wydany wraz z albumem Vikingligr Veldi.

## Lista utworów
| Nr | Tytuł utworu                               | Długość |
| -- | ------------------------------------------ | ------- |
| 1. | „Slaget i skogen bortenfor/Prologr/Slaget” | 13:10   |
| 2. | „Allfadr Odhinn”                           | 7:50    |
| 3. | „Balför/Andi fara/Epilog”                  | 9:49    |
|    |                                            | 30:49   |

## Twórcy
- Grutle Kjellson – śpiew, gitara basowa
- Ivar Bjørnson – gitara, instrumenty klawiszowe
- Trym Torson – instrumenty perkusyjne